# كورنيل بيلمو
كورنيل بيلمو (11 سبتمبر 1933 – 24 نوفمبر 2017) هو مبارز بالسيف روماني راحل، مثّل بلاده في الألعاب الأولمبية الصيفية 1960.

## روابط خارجية
كورنيل بيلمو على موقع أوليمبيديا (الإنجليزية)